# Gina Gershon
Gina Gershon (Los Angeles, Kalifornia, 1962. június 10. –) amerikai színésznő.

## Fiatalkora
Gershon a kaliforniai Los Angelesben született a belsőépítész Mickey Koppel és az export-import kereskedő Stan Gershon harmadik gyermekeként. A család zsidó eredetű. Gershon-nak egy bátyja Dan és egy nővére Tracy van. A Beverly Hills High School középiskolába járt, ahol Lenny Kravitz osztálytársa volt. Főiskolai tanulmányait Bostonban folytatta az Emerson College-ban. 

## Karrierje
Gershon Bostonból New Yorkba költözött, hogy a New York-i Egyetemre járhasson, ahol drámát és gyermekpszichológiát hallgatott. Az egyetemi évei alatt David Mamettel és Harold Guskinnal megalapította a Naked Angels (Pucér Angyalok) színházi csoportot. Háromszor szerepelt a Broadway-on Sally Bowlesként a Kabaré újrafeldolgozásában. 2009 szeptemberétől kezdve Rosie Alvarez szerepét játssza a Bye Bye Birdie című darab felújításában. Első színházi szerepei a Camille-ban és The Substance-ben voltak. 1986-ban epizódszerepet kapott a Pretty Pink-ben ahol felhívta magára a figyelmet és a filmesek egy nagyobb epizódszerepet adtak neki Tom Cruise 1988-ban forgatott Koktél című filmjében. Ennek köszönhetően pedig visszatérő szerepet kapott az 1990-es évek kultuszsorozatában, a Melrose Place-ben. Ezek után TV-s szerepet kapott, ahol Nancy Sinatrát alakította a kritikusok pedig kedvezően írtak szerepléséről. 1996-ban jött az igazi áttörés amikor Jennifer Tilly mellett megkapta Corky szerepét a Fülledtség című filmben, melyben leszbikus kalandba keveredik a másik főszereplővel. A következő évben John Travolta és Nicolas Cage oldalán szerepelt az Ál/arc című kasszasikerben.
2001-ben Sylvester Stallone volt feleségét játszotta a Felpörgetve című akciófilmben. A Showgirls, A Fülledség és a Rockfenegyerekek-nek köszönhetően 2004-ben igazi leszbikus ikonná vált. Ennek köszönhetően a Maxim magazin olvasói beválasztották a 100 legvonzóbb nő közé az 51. helyre. 2006-ban Gershon szerepet vállalt a Scissor Sisters - I Can't Decide című dalához készült videóban. Szintén szerepelt Paul Simon I Do It For Your Love című videójában. Majd ismét visszatért a képernyőre az HBO sikersorozatában, a Betty, a csúnya lány-ban, amelyben Fabia olasz kozmetikai cég mogulját alakítja és a Vanessa Williams által alakított Wilhelmina Slater ellenlábasa. Ezenkívül feltűnt a Denis Leary által fémjelzett Ments meg! című sorozatban. Régi barátja, Lenny Kravitz unszolására szerepet vállalt Again című videójában, ahol szerelmespárt alakítanak. 
Testvérével, Dannel a Camp Creepy Time gyermekkönyv szerzői. 2007-ben pedig szerepet kapott az év egyik legsikeresebb romantikus vígjátékában a P.S. I LOVE YOU-ban, melyben az Oscar-díjas Hilary Swank oldalán szerepelt.

## Magánélete
Egy 2008-as Vanity Fair cikk arról számolt be, hogy romantikus kapcsolat fűzi Bill Clinton exelnökhöz. A színésznő az amerikai televízió élő show-jában, a Regis and Kelly-ben a nyilvánosság elé állva tagadta ezt: „Ez egy őrült és felháborító hazugság. Életemben csak háromszor találkoztunk. Annyira felháborítottak a vádak, hogy úgy határoztam el kell mondanom az igazságot.”

## Filmszerepei
- Vörös zsaru 1988
- Koktél 1988
- Törvényre törve 1991
- Showgirls 1995
- Riválisok 3. – Nincs visszaút 1996
- Fülledség 1996
- Ál/Arc 1997
- Palmetto 1998
- Kopók 1999 (TV film)
- Gunievere 1999
- A bennfentes 1999
- Felpörgetve 2001
- Démoni szerető 2002
- Rockfenegyerekek 2003
- Tripla kockázat 2004
- Ments meg! 2004 (TV film)
- Ki ez a lány? 2006 (TV film)
- P.S. I Love You 2007
- Vérbeli feleségek 2012
- A Versace-ház 2013